# Нил Попов
Нил Александрович Попов (9. април 1833, Бежецк, Тверска губернија – 3. јануар 1892, Москва) био је руски историчар, слависта и архивиста који се претежно бавио историјом Јужних Словена и посебно српском историјом 19. века.

## Биографија
Школовао се у Тверу и Москви а за своје ране радове, који су се односили на различите теме руске историје, добио је низ признања научне јавности. Након 1860-их година које проводи у путовањима по Немачкој, Аустроугарској, Србији, Румунији и Турској код њега се јавља интересовања за јужнословенску историју.
У даљем раду претежно се концетрисао на различите теме из српске историје 19. века. Користио је велику количину до тада историографски још неупотребљене грађе, што његовим радовима даје посебан значај. Настојао је да српску историју разматра у складу са европским политичким дешавањима, што је такође била једна од новина у историографији о Србима. Иако велики познавалац српског унутрашњег развоја и међународних односа, његову објективност неретко су доводила у питање славенофилска и панславистичка схватања чији је заговорник био.
Помогао је својом препоруком архимандриту Сави Косановићу, да у јесен 1872. године скупи довољно поклона и прилога у Русији, за опремање нове сарајевске Богородичине цркве.